# Haures

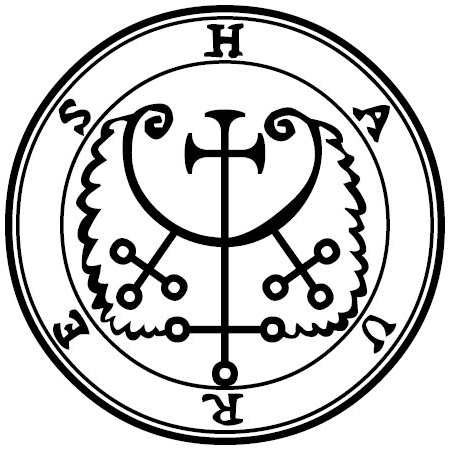
Sigil służący do przywołania Hauresa

Haures – w tradycji okultystycznej sześćdziesiąty czwarty duch Goecji. Znany również pod imionami Hauras, Hawres, Havres, Flauros i Flavros. By go przywołać i podporządkować, potrzebna jest jego pieczęć, która według Goecji powinna być zrobiona z miedzi.
Jest wielkim księciem, a według Dictionnaire Infernal generałem piekła. Rozporządza 36, a według Plancy'ego 20 legionami duchów. Przed upadkiem był aniołem (zob. upadły anioł).
Posiada wiedzę na temat przeszłości, teraźniejszości i przyszłości, aczkolwiek by zaczął mówić prawdę, to trzeba go zapędzić do magicznego trójkąta. Gdy egzorcysta nie zrobi tej operacji, to demon łatwo sprowadzi go na manowce. Potrafi opowiadać o stworzeniu świata, o istocie boskiej oraz o własnym i innych upadku. Na życzenie egzorcysty niszczy i spala wrogów. Chroni przed zakusami innych duchów, a także potrafi je nasłać na swego wroga.
Wezwany ukazuje się pod postacią strasznego lamparta, jednakże na rozkaz przyzywającego może przybrać ludzką postać, która ma płomienne oczy i straszliwe oblicze.